# Marcello Mastrilli
Marcello Francesco Mastrilli (Napoli, 1603 – Nagasaki, 17 ottobre 1637) è stato un missionario gesuita italiano martirizzato in Giappone sul monte Unzen durante lo shogunato Tokugawa, che bandì la cristianità nel 1614.
Dopo aver navigato fino in Giappone per trovare ed eventualmente riconvertire il noto apostata Cristóvão Ferreira, che andò in Giappone e ivi rinunciò alla sua fede, fu arrestato non appena approdò. Dopo tre giorni di torture nella fossa di Nagasaki, fu decapitato. Antonio Maria Vassallo raffigurò nel 1664 la sua morte in un dipinto, Il martirio di San Marcello Mastrilli.
Sensibile alle visioni, fu in particolare influenzato dalla visione del missionario gesuita san Francesco Saverio, che apparve due volte nel 1633,  e gli predisse il suo martirio. A san Francesco Saverio sono stati attribuite le due miracolose guarigioni del Mastrilli (per incitarlo a intraprendere il lavoro missionario in Giappone) e dal momento che il racconto dell'evento si diffuse rapidamente in tutta Italia, fu stabilita la "novena della grazia" dedicata a San Francesco Saverio.
Si pensa che la presenza di un cofanetto d'argento nella Basilica del Bom Jesus a Goa Velha, che ospita le reliquie del corpo di san Francesco Saverio, sia dovuta all'iniziativa di Mastrilli.